# Vremya i Steklo
Vremya i Steklo (en ruso: Время и Стекло) fue un dúo de música pop ucraniano procedente de Kiev, formado por Nadya Dorofeeva y Aleksey Zavgorodniy. La banda lanzó su álbum debut homónimo en 2014, seguido de un segundo disco, Vislovo, en 2019.

## Historia
En 2010, el productor ucraniano Potap en colaboración con Irina Gorova, miembro de la productora MOZGI Entertainment, decidieron abrir un nuevo proyecto, con la participación de Aleksey Zavgorodniy (conocido bajo el seudónimo de "p0sitiff"), con quien previamente había colaborado. Posteriormente vieron necesaria la introducción de un vocalista adicional. Después de la realización de un casting por internet y otro en Kiev, el segundo miembro del grupo pasó a ser Nadya Dorofeeva, laureada en el festival "Black Sea Games".

## Discografía

### Álbumes de estudio
Toda la música compuesta por Aleksey Potapenko, Aleksey Zavgorodniy y Nadiia Dorofeieva. 
| Время и Стекло (2014) |                           |                     |          |  |
| N.º                   | Título                    | Letras              | Duración |  |
| 1.                    | «Часть 1 - Party»         | Potap               | 0:49     |  |
| 2.                    | «Ж.О.Р. (Живем Один Раз)» | Potap               | 3:34     |  |
| 3.                    | «#кАроче»                 | Potap               | 3:32     |  |
| 4.                    | «Гармошка»                | Potap               | 3:02     |  |
| 5.                    | «Любви точка нет»         | Potap               | 3:50     |  |
| 6.                    | «Ей 21»                   | Potap               | 3:44     |  |
| 7.                    | «Останься в моих снах»    | Potap, О. Styoganov | 3:59     |  |
| 8.                    | «Серебряное море»         | Potap               | 3:05     |  |
| 9.                    | «Забери»                  | Potap               | 4:37     |  |
| 10.                   | «Harmonica»               | Potap               | 3:02     |  |
| 11.                   | «Часть 2 - After Party»   | Potap               | 0:57     |  |
| 12.                   | «Так выпала карта»        | Potap               | 3:54     |  |
| 13.                   | «Кафель»                  | Potap               | 3:28     |  |
| 14.                   | «Скачать бесплатно»       | Potap               | 3:36     |  |
| 15.                   | «Потанцуй со мной»        | Potap               | 3:10     |  |
| 16.                   | «Слеза (feat. Потап)»     | Potap               | 3:10     |  |
| 17.                   | «Забери (Radio Edit)»     | Potap               | 3:38     |  |
| 18.                   | «Линии Метро»             | Potap               | 3:09     |  |

### Sencillos
| - 2010 — «Так выпала Карта» - 2011 — «Любви Точка Нет» - 2011 — «Серебряное море» - 2011 — «Кафель» - 2012 — «Гармошка» - 2012 — «Слеза» - 2013 — «#кАроче» - 2013 — «Потанцуй со мной» - 2014 — «Забери» | - 2015 — «Имя 505» - 2015 — «Песня 404» - 2015 — «Опасно 220» - 2015 — «Ритм 122» - 2016 — «Навернопотомучто» - 2017 — «Back2Leto» - 2017 — «Тролль» - 2018 — «До зірок» (OST "Викрадена принцеса") - 2018 — «ТОП» | - 2018 — «Е,Бой» - 2018 — «Песня про лицо» - 2018 — «Финальные титры» - 2019 — «Дим» - 2019 — «Vislovo» - 2019 — «Лох» - 2020 — «Навсегда/Никогда» - 2020 – «20s» (feat. MOZGI, U_C, Michelle Andrade) - 2020 – «Last Dance» |